# Horinger
Horinger (en mongol: Қорин Гэр, romanizado: Qorin Ger, en chino, 和林格尔; pinyin, Hélíngé'r ; léase Jolín-Kor) es un condado bajo la administración directa de la ciudad-prefectura de Hohhot en la provincia de Mongolia Interior, República Popular China. 
Su área total es de 3456 km² y a finales de 2016, la población registrada en el condado de Horinger era de 202 200 habitantes, lo que representa un aumento del 0,68% con respecto al cierre del año anterior. Entre ellos, la población no agrícola es de 29 700 y  la minoría principal, la mongol fue de 14 200 . Los dialectos chinos en el condado de están principalmente en el idioma Jin.

## Administración
El condado de Horinger divide en 11 pueblos que se administran en 7 poblados y 4 villas.

## Toponimia
Horinger en mongol significa literalmente 20 casas. Fue nombrado después de la construcción de 20 casas nuevas en la dinastía Qing.

## Historia
Conocida como ciudad Zhenwu (振武城) en la dinastía Yuan, la ciudad se formó para las tierras cultivables a lo largo del río Hun (浑河) antiguo tributario del Río Liao . El ejército y la gente cultivaron conjuntamente en esta zona y produjeron más grano. Después de que la dinastía Yuan se trasladó hacia el norte, la ciudad de Zhenwu se arruinó. 
En los primeros años de la dinastía Qing, un pequeño número de residentes vivían en la ciudad, y emigraron después al final de la dinastía Qing. Durante el reinado del emperador Kangxi de la dinastía Qing, había 20 casas, lo cual desde entonces al lugar se le apodaba las 20 casas.
En el primer año de la República de China (1912), la oficina se convirtió en el Departamento del Condado de Horinger. En el año 17 de la República de China (1928), el gobierno del condado se cambió al gobierno del condado. 
El 1 de octubre de 1949, el gobierno democrático del condado de Horinger celebró con entusiasmo la fundación de la República Popular China en la aldea de Zhongba, distrito de Heilongjiang. En diciembre del mismo año, el gobierno democrático regresó a la sede del condado. El 5 de febrero de 1950, el antiguo gobierno del condado de Kuomintang fue abolido y el gobierno popular del condado de Horinger se estableció formalmente.
Después de la fundación de la República Popular de China, el Condado de Horinger fue nombrado por primera vez para el Departamento Administrativo Especial del Sur de Anhui, el Departamento Administrativo Especial del Condado de Saxian y, más tarde, para el Distrito Administrativo de Pingdiquan y la Oficina Administrativa de la Liga Wulanchabu. En 1995 el Consejo de Estado aprobó la jurisdicción bajo la ciudad de Hohhot.

## Recursos
Los recursos minerales del condado son principalmente granito, oro, grafito, mica , uranio, cobre, hierro, petróleo, granada, piedra caliza, piedra pómez, arcilla refractaria, arcilla roja , salina, agua mineral, etc.
A partir de 2009, la capacidad probada de almacenamiento de granito era de mil millones de metros cúbicos: la mina de piedra pómez en el pueblo de Fushishan se ha desarrollado y utilizado como la principal materia prima para la producción de materiales de construcción ligera.

## Flora y fauna
Hay 12 tipos de árboles frutales silvestres en el condado, los cuales incluyen principalmente  Albaricoque , Espino, ciruela gruesa, almendra, uva de montaña , aceite, fruta de fideos, etc. En las montañas del este se encuentran hierbas medicinales chinas.
Los animales salvajes incluyen principalmente: jabalí, escorpión, lobo, zorro, lince, conejo, águila, búho, chinchilla, faisán, paloma salvaje, pollo, cuervo, gansos, gorrión, ardillas y serpientes negra, serpiente de coliflor. La mayoría de estos animales salvajes se distribuyen en las montañas del sureste. Los animales acuáticos incluyen principalmente carpa y calamar de trigo, así como caracoles.

## Geografía
Ubicada en la parte centro-sur de la Región Autónoma de Mongolia Interior, es uno de los condados principales bajo la jurisdicción de Hohhot, la capital de la región autónoma. Las coordenadas geográficas son 39 ° 58'-40 ° 41 'de latitud norte y 111 ° 26'-112 ° 18' de longitud este. Limita con el distrito de Saihan  al norte y con el condado Qingshuihe al sur.

## Topografía
Los paisajes del condado son diversos, con montañas, colinas y ríos. Es una zona de transición entre la meseta de Mongolia Interior y la meseta de Loess. Se le conoce como "Las cinco colinas". El terreno general es alto en el este y bajo en el oeste. Al sureste se encuentran las montañas Manhan (蛮汉山) , el ramal sur de las Montañas Yin, el área montañosa representa el 20,4% del área total, las parte central y sur pertenecen al área montañosa de loess, que representan el 57,3% del área total, el noroeste pertenece al borde de la llanura de Tumochuan (土默川平原)  que representa el 22,3% del total del condado. La diversidad de topografía y formas de relieve proporciona condiciones favorables para el desarrollo de la agricultura y la ganadería. 

## Clima
El condado de Horinger pertenece al clima monzónico continental semiárido. Sus características principales son vientos seco con abundante sol, inviernos largos y fríos, corto pero cálido verano, la primavera es cálida y el otoño es fresco. La temperatura media anual es de alrededor de 6,2 °C. La temperatura promedio en enero es de -12,8 °C, la temperatura mínima extrema es de -31,7 °C, la temperatura promedio en julio es de 22,1 °C y la temperatura máxima extrema es de 37,9 °C. La precipitación promedio anual es de 392,8mm.

## Economía
La agricultura en el condado es bastante deficiente, por lo que el desarrollo económico se ha visto obstaculizado. Después del año 2000, se organizaron las empresas de producción y minería del condado, con énfasis en las industrias láctea, cárnica y alimentaria, la industria de la papa, la industria del espino amarillo y otras industrias especiales.
El gigante lácteo de China, Mengniu Dairy (蒙牛) tiene la sede en este condado y se ha convertido en la "capital de la leche" en China.
En 2016, el condado de Linger alcanzó un PIB regional de 15.754 millones de yuanes, calculado a precios comparables, un aumento del 7,0% respecto de 2015. Según las tres industrias, el valor agregado de la industria primaria fue de 2.020 millones de yuanes, un aumento del 2,9% respecto de 2015, el valor agregado de la industria secundaria fue de 7.247 millones de yuanes, un aumento del 7,7% respecto de 2015, el valor agregado de la industria terciaria fue de 6.487 millones de yuanes. En 2015, creció un 7,7%. A finales del 2016, había 23,569 empleados en el condado.

## Transporte
El ferrocarril Fengzhun recorre el este y el oeste, y la carretera nacional 209 recorre el norte y el sur. Otra carretera provincial, Sanxian County Road y Township Highway se han construido para realizar el acceso y la apertura del condado. 
A partir de 2016, el kilometraje de la carretera del condado de Horinger era de 1045 kilómetros, incluidos 49 kilómetros de carreteras principales y 132 kilómetros de carreteras secundarias. Entre ellas, 810 kilómetros de carretera destapada. 